# Casa Sports (féminines)
Pour la section masculine, voir Casa Sports.
Maillots
Actualités
La section féminine du Casa Sports est un club de football féminin sénégalais basé dans la ville de Ziguinchor.

## Histoire
Le Casa Sports (féminines) est club de football féminin qui évolue en Division 1 féminine et basé dans la ville de Ziguinchor. Elle est la section féminine de Casa Sports, club de football masculin évoluant en ligue sénégalaise de football professionnel.
Le club est né le 14 septembre 1969 à la suite de la fusion de plusieurs entités du sport plus particulièrement de football ziguinchorois par les réformes de Lamine Diack.
Des joueuses de l'équipe nationale féminine de football du Sénégal comme Safietou Sagna ont passé par la section féminine du Casa Sports.
Le Casa Sports  (féminines) a été finaliste de la Coupe du Sénégal en 2003 . Il a été aussi vice-champion de la Division 1 féminine en 2019.

## Palmarès
- Championnat du Sénégal :
  - Vice-championne : 2019.
- Division 2
  - Vice-championne : 2013[3]
- Coupe du Sénégal :
  - Finaliste : 2003.